# Lepa Brena
Fahreta Živojinović (srbsko Фахрета Живојиновић), rojena Jahić (Јахић), bosanska in jugoslovanska pevka in estradna menedžerka, * 20. oktober 1960, Tuzla, SR BIH, Jugoslavija (danes Bosna in Hercegovina). Bolj je znana po svojem estradnem psevdonimu Lepa Brena (Лепа Брена). Vzdevek Brena ji je dal njen trener košarke in telesne vzgoje Vlada Bajer, pridevnik Lepa pa naj bi dodal televizijski voditelj Milovan Ilić Minimaks.
Lepa Brena je skupaj s svojim orkestrom Sladki greh med prvimi kombinirala tradicionalno ljudsko glasbo s sodobno pop glasbo. Med njenimi najbolj znanimi pesmimi so: »Čačak, Čačak« (1981), »Mile voli disko« (1982), »Okrećeš mi leđa« (1986), »Sanjam« (1987), »Čik pogodi« (1990), »Dva dana« (1994), »Izdajice« (1995), »Ti si moj greh« (1996), »Ti me podsećaš na sreću« (2000), »Uđi slobodno...« (2008), »Pazi kome zavidiš« (2008) in druge. Lepa Brena je morda najbolj iskana pevka iz nekdanje Jugoslavije z več kot 30.000.000 prodanih primerkov nosilcev zvoka.
Osnovno in srednjo šolo je končala v Brčkem. V srednji šoli se je ukvarjala s košarko in trener ji je nadel vzdevek Brena. V Beogradu je vpisala turizem na Prirodoslovno-matematični fakulteti, vendar je študij kmalu opustila in se posvetila estradi. Od leta 1991 je omožena z nekdanjim jugoslovanskim in srbskim tenisačem Slobodanom Živojinovićem, s katerim ima dva sinova, Stefana in Viktorja. 

Pevka je znana tudi po svoji presenetljivi višini. Pevka je visoka okoli 1.78 metra.

## Jugovizija
- 1983: Sitnije, Cile, sitnije - s Slatkim grehom (7. mesto)
- 1986: Miki Mico (10. mesto)

## Diskografija

### Studijski albumi
- Čačak, Čačak (1982)
- Mile voli disko (1982)
- Bato, Bato (1984)
- Pile moje (1984)
- Voli me, voli (1986)
- Uske pantalone (1986)
- Hajde da se volimo (1987)
- Četiri godine (1989)
- Boli me uvo za sve (1990)
- Zaljubiška (1991)
- Ja nemam drugi dom (1993)
- Kazna Božija (1994)
- Luda za tobom (1996)
- Pomračenje sunca (2000)
- Uđi slobodno... (2008)
- Začarani krug (2011)
- Izvorne i novokomponovane narodne pesme (2013)
- Zar je važno dal se peva ili pjeva (2018)

### Kompilacije
- Lepa Brena & Slatki Greh (1990)
- Lepa Brena (The Best of – Dupli CD) (2004)
- Lepa Brena (HITOVI – 6 CD-a) (2016)

1. ↑  Česko-Slovenská filmová databáze — 2001.